# Župna crkva Duha Svetoga u Zagrebu
Župna crkva Duha Svetoga u Zagrebu katolička je crkva sagrađena 1982. godine na zagrebačkom Jarunu, u Dugoratskoj ulici. 

## Povijest
Kamen temeljac za crkvu Duha Svetoga i pastoralni centar položen je 21. studenoga 1981. godine. Svečanost blagoslova predvodio je pomoćni zagrebački biskup Đuro Kokša. Proces pripreme i realizacije izgradnje vodili su provincijal don Milan Litrić, don Petar Šimić, te upravitelj župe don Zvonko Krištić. Crkva i pastoralni centar uglavnom su dovršeni u 1982. godini.
Dovršenu crkvu posvetio je zagrebački nadbiskup Franjo Kuharić. Uz samu crkvu, izgrađene su vjeronaučne dvorane, kao i stanovi za svećenike i časne sestre.
Dvije godine nakon dovršetka crkve, 1984. godine, crkva je obogaćena oltarnom slikom koja je bila naručena od bolonjskog umjetnika Paola Figalla Giustinianija.

## Galerija
- Pogled na crkvu